# Phyllanthus petchikaraensis
Phyllanthus petchikaraensis är en emblikaväxtart som beskrevs av Maurice Schmid. Phyllanthus petchikaraensis ingår i släktet Phyllanthus och familjen emblikaväxter. Inga underarter finns listade i Catalogue of Life.